# Cass... pita
Cass... pita (Gee Whiz-z-z-z-z-z-z) è un film del 1956 diretto da Chuck Jones. È un cortometraggio d'animazione della serie Looney Tunes, uscito negli Stati Uniti d'America il 5 maggio 1956. Ha come protagonisti Willy il Coyote e Beep Beep. Dal 1997 viene distribuito col titolo A tutta birra.

## Trama
Tra varie difficoltà, Willy (Manducator uccellorum) insegue Beep Beep (Uccellus manducabilis), ma viene surclassato dalla sua velocità e prova quindi a catturarlo o ucciderlo con i seguenti metodi:
- gli spara con un fucile, ma anche il proiettile rimane esterrefatto dalla velocità dell'uccello e cade a terra. Quando Willy lo raccoglie, esplode;
- si piazza sulla strada con una placca di metallo corazzato, ma Beep Beep passa attraverso entrambi;
- usa una canna da pesca per lanciare a Beep Beep un candelotto di dinamite, ma esso atterra vicino a un masso. In seguito all'esplosione, il masso salta in aria e atterra su Willy;
- indossa un costume da pipistrello per volare, ma si schianta su una facciata rocciosa e cade nel burrone sottostante;
- si tiene aggrappato a un ramo sopra la strada reggendo un'incudine attaccata all'estremità di un elastico, aspettando l'arrivo di Beep Beep per lasciarla andare. Tuttavia, l'elastico fa cadere Willy e l'incudine sulla strada, quindi lo lancia fuori dal buco e contro il ramo;
- attacca un candelotto di dinamite a una molla telescopica e prova a usarla su Beep Beep, ma la molla si ritrae all'indietro e manda il coyote attraverso un muro di roccia, dopodiché la molla si restringe e manda anche la dinamite nel muro, che esplode;
- mette in mezzo alla strada un cartellone su cui dipinge un ponte rotto, segnalandolo con un cartello. Beep Beep passa però attraverso il dipinto, e quando Willy tenta di fare lo stesso entra nel dipinto e cade dal ponte che ha disegnato;
- cerca di far esplodere un ponte con una carica di tritolo, ma non riesce ad attivare il detonatore nel momento in cui Beep Beep lo attraversa. Quando Willy si decide a inseguire Beep Beep, il detonatore si attiva da solo mentre il coyote attraversa il ponte;
- usa un manubrio e un motore a reazione per costruire un veicolo velocissimo, con cui inizialmente tiene testa a Beep Beep. L'uccello tuttavia arriva a un dirupo ed effettua un'inversione, mentre Willy tira dritto. Ignaro di essere sospeso in aria, spegne il motore mentre dall'altra parte del dirupo Beep Beep gli fa notare la sua posizione. Willy quindi cade nel vuoto estraendo un cartello con scritto "Perché non finiamo il cartone qui prima che vada a sbattere?". Mentre il film termina, ne estrae un altro con scritto "Grazie".

## Distribuzione

### Edizioni home video

#### VHS
America del Nord
- Road Runner Vs. Wile E. Coyote: The Classic Chase (1985)
- Stars of Space Jam: Road Runner and Wile E. Coyote (26 novembre 1996)

Italia
- Road Runner Vs. Wile E. Coyote: The Classic Chase (1986)
- Le stelle di Space Jam: Beep Beep e Willy il Coyote (marzo 1997)

#### Laserdisc
- The Road Runner Vs. Wile E. Coyote: If At First You Don't Succeed... (18 maggio 1994)

#### DVD
Il corto fu pubblicato in DVD-Video in America del Nord nel secondo disco della raccolta Looney Tunes Golden Collection: Volume 2 (intitolato Road Runner and Friends) distribuita il 2 novembre 2004, in cui è visibile anche con la sola colonna musicale; il DVD fu pubblicato in Italia il 16 marzo 2005 nella collana Looney Tunes Collection, col titolo Beep Beep e i suoi amici. In Italia fu inserito anche nel DVD Il tuo simpatico amico Willy il Coyote, uscito il 9 settembre 2009, mentre in America del Nord fu inserito nel primo disco della raccolta DVD Looney Tunes Spotlight Collection Volume 7, uscita il 13 ottobre 2009. È stato infine inserito nel DVD Road Runner and Wile E. Coyote della collana Stars of Space Jam, uscito in America del Nord il 9 ottobre 2018.